# Lijst van rijksmonumenten in Steenderen
De plaats Steenderen telt 16 inschrijvingen in het rijksmonumentenregister. Hieronder een overzicht.
| Object | Oorspronkelijke functie?  | Bouwjaar              | Architect                                     | Locatie               | Coördinaten?                 | Nr.?   | Afbeelding |
| --- | ------------------------- | --------------------- | --------------------------------------------- | --------------------- | ---------------------------- | ------ | --- |
| Nederlands Hervormde Kerk (St. Remigius)                                                                                             | Kerk en kerkonderdeel     | 14e eeuw (toren)      |                                               | Dorpsstraat 20        | 52° 3' 46" NB, 6° 11' 14" OL | 34521  | Meer afbeeldingen |
| Boerderij in traditionele vormgeving                                                                                                 | Boerderij                 | laat 19e eeuw         |                                               | Muizengatweg 5        | 52° 2' 2" NB, 6° 13' 38" OL  | 34522  | Meer afbeeldingen |
| Boerderij waarvan het met een pannen schilddak gedekte woonhuis met de door een wolfdak gedekte stal een T-vormige plattegrond vormt | Boerderij                 | eerste helft 19e eeuw |                                               | J F Oltmansstraat 7   | 52° 3' 48" NB, 6° 11' 11" OL | 34523  | Boerderij waarvan het met een pannen schilddak gedekte woonhuis met de door een wolfdak gedekte stal een T-vormige plattegrond vormt |
| De Visschershoffstede | Boerderij                 | midden 19e eeuw       |                                               | Wehmestraat 1         | 52° 3' 36" NB, 6° 11' 32" OL | 34524  | De Visschershoffstede |
| Dubbele schuur | Boerderij                 |                       |                                               | Bovenstraat bij 12    | 52° 4' 37" NB, 6° 10' 47" OL | 34542  | Dubbele schuur |
| Bronkhorstermolen | Industrie- en poldermolen | 1844                  |                                               | Spaensweertweg 1      | 52° 4' 12" NB, 6° 10' 42" OL | 34543  | Meer afbeeldingen |
| Spijker | Boerderij                 | 16e eeuw              |                                               | Spaensweertweg 2      | 52° 4' 15" NB, 6° 10' 17" OL | 34568  | Meer afbeeldingen |
| Groot Beuvink: t-boerderij | Boerderij                 | ca. 1857              |                                               | Emmerweg 12           | 52° 3' 29" NB, 6° 8' 50" OL  | 521983 | Groot Beuvink: t-boerderij |
| Groot Beuvink: erfstructuur | Boerderij                 | 1857                  |                                               | Emmerweg bij 12       | 52° 3' 28" NB, 6° 8' 49" OL  | 521984 | Meer afbeeldingen |
| Keuterboerderij, deels onderkelderd                                                                                                  | Boerderij                 | ca. 1897              |                                               | Kerkhofweg 18         | 52° 3' 48" NB, 6° 11' 5" OL  | 521989 | Keuterboerderij, deels onderkelderd                                                                                                  |
| Keuterboerderij: erfaanleg | Boerderij                 | 1897                  |                                               | Kerkhofweg bij 18     | 52° 3' 48" NB, 6° 11' 4" OL  | 521990 | Meer afbeeldingen |
| Meestershuis | Dienstwoning              | 1893                  |                                               | Bronkhorsterweg 22    | 52° 3' 59" NB, 6° 11' 4" OL  | 521992 | Meestershuis |
| Schuur | Opslag                    | 1893                  |                                               | Bronkhorsterweg 22    | 52° 3' 59" NB, 6° 11' 4" OL  | 521993 | Schuur |
| Tuinhek | Erfscheiding              | 1893                  |                                               | Bronkhorsterweg 22    | 52° 3' 59" NB, 6° 11' 4" OL  | 521994 | Tuinhek |
| Groot Emmer | Boerderij                 | 1875                  |                                               | Emmerweg 8            | 52° 3' 37" NB, 6° 9' 41" OL  | 521995 | Meer afbeeldingen |
| Trafohuisje | Nutsbedrijf               | 1922                  | Architectenbureau Gratama en Versteeg Genoemd | Bronkhorsterweg bij 2 | 52° 3' 52" NB, 6° 11' 13" OL | 521997 | Trafohuisje |